# Dapson
Dápson ali diamínodifenilsulfón (DDS) je sulfonamidom podoben kemoterapevtik z antibakterijskim delovanjem, ki deluje kot zaviralec dihidropteroat sintaze, uporablja se pa tudi za zdravljenje gobavosti (lepre), herpetiformnega dermatitisa, aken in drugih kožnih bolezni. Pri zdravljenju gobavosti se daje v kombinaciji s klofaziminom in rifampicinom. Pri zdravljenju in preprečevanu pljučnice, ki jo povzroča Pneumocystis jiroveci in preprečevanju okužbe s toksoplazmo pri bolnikih z oslabljenim imunskim sistemom se uporablja kot zdravilo druge izbire. Na voljo je v farmacevtskih oblikah za peroralno in topično uporabo.
Med hude neželene učinke, ki jih lahko povzroči uporaba dapsona, spadata agranulocitoza in hemoliza (zlasti pri posameznikih s pomanjkanjem glukoza-6-fosfat dehidrogenaze. Med pogostimi neželenimi učinki se pojavljata slabost in izguba teka. Drugi neželeni učinki zajemajo še  vnetje jeter in različne oblike kožnega izpuščaja. Njegova varnost med nosečnostjo ni povsem dokazana, vendar nekateri zdravniki priporočajo nadaljevanje zdravljenja gobavosti z dapsonom tudi med nosečnostjo.
Dapson so kot antibiotik prvič preučevali leta 1937, njegovo uporabo pri zdravljenju gobavosti pa leta 1945. Svetovna zdravstvena organizacija ga je uvrstila na seznam esencialnih zdravil, torej zdravil, ki so nujna za zagotavljanje osnov zdravstvenega sistema.